# 亞利桑那州第二國會選區
亞利桑那州第二國會選區（英語：Second Congressional District of Arizona）是美国亚利桑那州九個國會選區之一，始於1948年，2013年起位於該州的東南部。
該選區在2000年以後的總統選區一直支持共和黨，在眾議員選舉方面，2003年後處於共和民主兩黨競爭的局面。目前當區眾議員為共和黨籍的伊莱·克兰。